# Myrcia neocapitata
Myrcia neocapitata là một loài thực vật có hoa trong Họ Đào kim nương. Loài này được Proctor mô tả khoa học đầu tiên năm 1982.